# Computer Artworks
Computer Artworks – brytyjskie przedsiębiorstwo informatyczne i producent gier komputerowych, działające w latach 1993–2003. Głównym celem twórców firmy był rozwój pionierskiego konceptu Lathama – Organic Art (ang. sztuka organiczna) – w założeniach dążącego do połączenia sztuki komputerowej i nauki, tworzącego w ten sposób kreatywne technologie oraz unikalne obrazy. Głównymi produktami studia były wygaszacze ekranu, programy sieciowe oraz programy 3D Organic Computer Animation. Korzystając ze swojego oprogramowania tworzyło również grafiki na T-Shirty, ubrania i in.

## Historia
Przedsiębiorstwo zostało założone w 1993 przez Williama Lathama oraz Marka Atkinsona. W 1994 rozpoczęło współpracę z IBM Multimedia, Time Warner Interactive Entertainment oraz Sony Computer Entertainment Europe.
Na przełomie 2001 i 2002 powstał oddział firmy o nazwie MetalJelly, ściśle współpracujący z Nokią i innymi producentami sprzętu telefonicznego.
Na początku 2002 Computer Artworks utworzyło nowy oddział w Brighton. Miało ono być odpowiedzialne za produkcję przygodowej gry akcji na licencji filmowej na PC, Xboxa i PlayStation 2; oraz tytułu dla Sony (DJ: Decks & FX).
Pierwszą grę, Evolva, studio wyprodukowało w 2000 (wydawcy: Virgin Interactive – Europa, Interplay – USA). Była to taktyczna gra akcji. Została dobrze przyjęta przez recenzentów ze względu na grafikę i projekty postaci. Zachęceni sukcesem twórcy podpisali umowę z Universal Interactive (później VU Games) na produkcję gry na podstawie filmu Coś Johna Carpentera z 1982.. Gra zadebiutowała w 2002 i zyskała pozytywne recenzje wśród krytyków i stała się komercyjnym sukcesem, stając się numerem 1 w listach sprzedaży w Wielkiej Brytanii oraz Niemczech, sprzedając się w 1,5 mln egzemplarzy. Skłoniło to producenta do rozpoczęcia prac nad kontynuacją. Gra nie została jednak ukończona, ponieważ w 2003 studio weszło w stan upadłości.
Przyczyną bankructwa Computer Artworks była niewypłacalność wydawców, co przełożyło się na kłopoty finansowe studia.
W 2003 część pracowników oddziału w Brighton, m.in. David Amor oraz Andy Eades, założyli studio Relentless Software.

## Produkty
- Garden of Unearthly Delights (1994)[2]
- Evolution X (1995) (stworzone dla Sony jako demonstracja możliwości ich konsoli PlayStation[2]
- Organic Art (1996) (wydane przez Time Warner Interactive oraz GT Interactive jako pierwsze wykorzystywało technikę Microsoft RenderMorphics Real Time Rendering Software)[2]
- Organic Art Deluxe (2000)
- Evolva (2000)
- The Thing (2002)
- The Thing 2 (niedokończony)[4]
- sequel Alone in the Dark (niedokończony)[4]
- DJ: Decks & FX (dokończone przez Relentless Software)[8]
- Organic Sound to Light (niedokończony)[10]